# Aderus megalocephalus
Aderus megalocephalus é uma espécie de inseto besouro da família Aderidae. Foi descrita cientificamente por George Charles Champion em 1916.

## Distribuição geográfica
Habita na ilha de Larat (ilhas Tanimbar, Indonésia).